# Andreja Preger
Andreja Preger (Pečuj, 20. mart 1912 — Beograd, 18. decembar 2015) bio je jugoslovenski i srpski pijanist i dirigent, profesor muzičke akademije, doktor pravnih nauka.

## Biografija
Andreja Preger je rođen u jevrejskoj porodici, u Pečuju, tada Austrougarska danas Mađarska, od oca krojača i majke Slovakinje. Već sa 5 godina je prvi put seo za klavir, da bi sa devet, u Zagrebu, gde se porodica preselila, već imao svoj prvi javni nastup.
Paralelno sa muzikom studirao je u pravo da bi 1936. doktorirao isto u Lajpcigu. Potom je bio advokatski pripravnik i kada je 1941. taman stekao pravo da postane advokat, izbio je Drugi svetski rat. Iz Zagreba se preselio u Split, tada pod Italijom, jer su Italijani bili daleko blaži prema Jevrejima od ustaške NDH. Već tada se bavio pedagogijom. Osnovao je privatnu školu sa stotinak učenika, koja je radila po privatnim stanovima. Škola je radila jednu školsku 1942/1943. godinu.
Pad Italije 1943 je za njega bio preloman momenat da ode u Partizane. Tamo je sa Ljubišom Jovanovićem i drugima osnovao čuveno „Kazalište narodnog oslobođenja“.
I posle rata je nastavio da se bavi muzikom. Prvi je dirigent hora „Braća Baruh“. Dugogodišnji profesor na muzičkoj akademiji.

## Karijera
Tokom svoje karijere sarađivao je sa preko 30 dirigenata — 20 domaćih i 8 stranih; violinista — 23 domaća i 30 stranih; čelista — 4 domaća i 10 stranih; 1 flautista. Kao solista, kamerni muzičar, pratilac i saradnik velikih i domaćih i stranih solista, svirao je uz 15 jugoslovenskih orkestara i 3 orkestra u inostranstvu.
Nastupao je širom bivše Jugoslavije i u 17 zemalja Evrope, (5 velikih turneja po SAD i Kanadi, 4 u SSSR-u, 7 uzastopnih turneja u Velikoj Britaniji). Izveo je 17 klavirskih koncerata s orkestrom svirajući od Baha do Geršvina, učestvovao na festivalima, svirao za radio i diskografske kuce.

## Pedagog
Tokom dvadeset godina (1964—1984) kao osnivač i član Beogradskog trija muzicirao je sa Aleksandrom Pavlovićem (violina) i Viktorom Jakovčićem (čelo). Pisano je o njima kao o "umetnicima visoke muzičke kulture, virtuoznosti i senzibilnosti", a ostvarili su više stotina koncerata, svirali na festivalima u Sofiji, Aarhausu, Bergenu, Salzburgu, Dubrovniku, Ohridu, na BEMUS-u, NOMUS-u, u Somboru, Opatiji, Budvi, Aranđelovcu.
Nije mali ni spisak đaka profesora Pregera, studenata koji su diplomirali ili magistrirali u njegovoj klasi (tokom trideset godina rada). Od ukupno 44 studenta i 13 postdiplomaca na Muzičkoj akademiji u Beogradu i na Akademiji umetnosti u Novom Sadu, njih preko deset su stalno prisutni na koncertnim podijumima.
Andreja Preger osnivač je Udruženja muzičkih umetnika Srbije.

## Nagrade i priznanja
- Oktobarska nagrada grada Beograda 1964.
- Plaketa UUB
- Zlatni mikrofon TTB
- Orden Republike sa srebrnim vencem 1972.
- Orden rada sa crvenom zastavom
- Orden zasluga za narod sa zlatnom zvezdom 1989.

## Spoljašnje veze
- Pijanista Preger koncertom obeležio 99. rođendan („Politika“, 20. mart 2011)
- Portret: Andreja Preger
- Muzikom sam otvorio vrata celog sveta („Politika“, 25. novembar 2012)